# Castello Eurialo
Il castello Eurialo, situato nei pressi della frazione di Belvedere, rappresenta il culmine della fortificazione della città di Siracusa. Eurialo deriva dal greco antico Εὐρύαλος (Eurúalos), a sua volta composto da εὐρύς (eurús, “ampio”) + ἅλως (hálōs, “aia per la vagliatura”).

## Storia

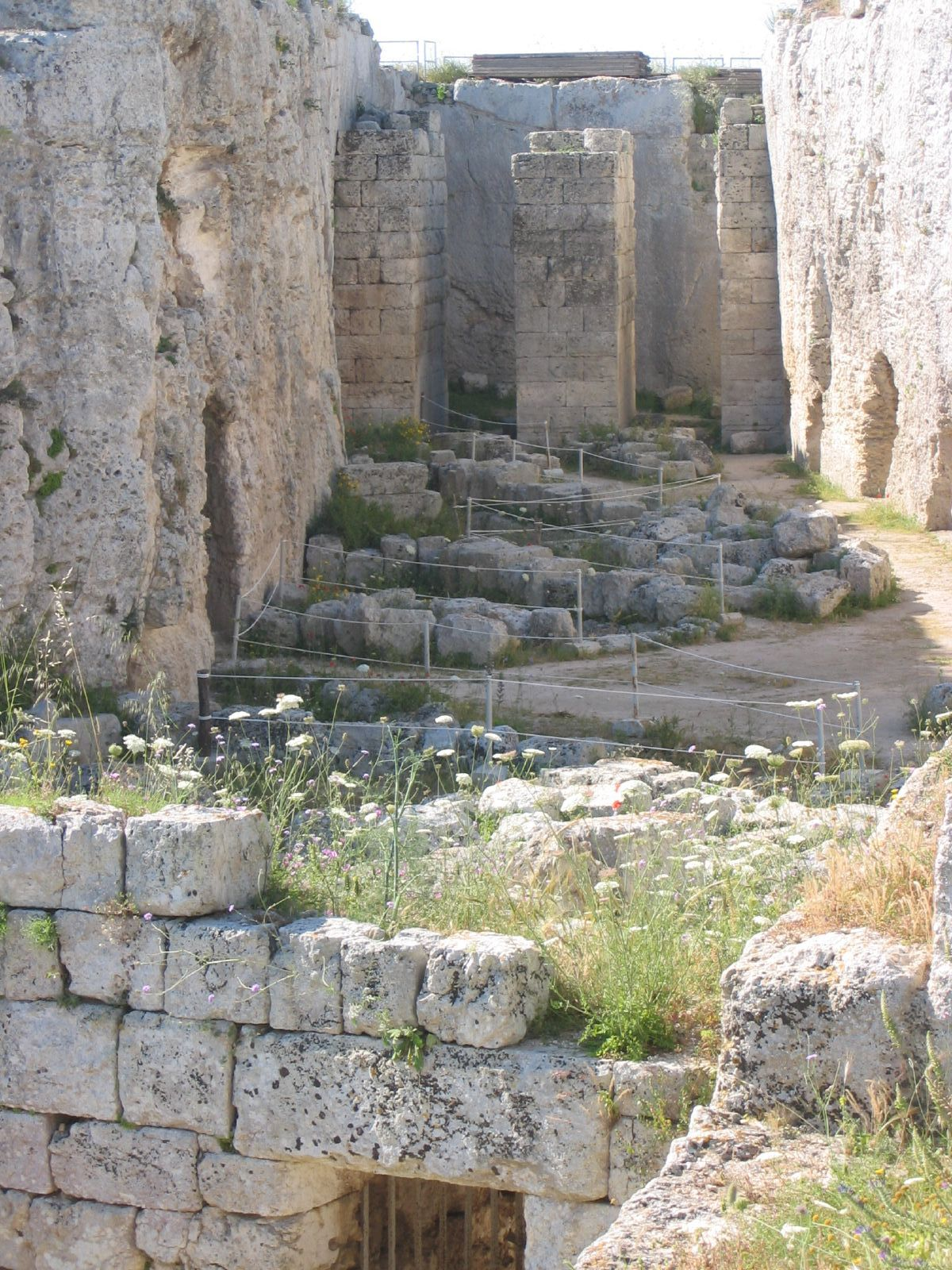
Il terzo fossato. Sullo sfondo sono visibili i resti del ponte levatoio.

Voluto da Dionisio I, tiranno di Siracusa, sorge sul punto più alto (120 m s.l.m.) della terrazza del quartiere Epipoli a circa 7 km da Siracusa, in direzione della frazione di Belvedere. Questa imponente opera militare fu costruita tra il 402 e il 397 a.C. con lo scopo di proteggere la città da eventuali operazioni militari di assedio o attacco. Subì diverse modifiche anche a causa delle nuove tecniche di guerra come quella dell'assedio introdotta da Demetrio I Poliorcete nell'assedio di Rodi del 305 a.C.
Durante la spedizione ateniese in Sicilia (415-413 a.C.) il castello di Dionisio non esisteva ancora, ma i nomi delle località sulle quali esso sorge sono già menzionati da Tucidide nel corso di un primo attacco ateniese:
(Tucidide, VI 97)
Poi, dopo la riconquista dell'Epipoli da parte dei Siracusani, durante un'azione del generale ateniese Demostene viene citato anche un fortino siracusano:
(Tucidide, VII, 43)
Dopo la conquista romana della città nel 212 a.C. ad opera del console Marcello, il grande complesso militare dell'Eurialo fu modificato fino all'età bizantina a causa della minacciata invasione araba, venne ricostruita una parte usando del materiale di spoglio proveniente da altre parti distrutte.
Nel 1939 il Re d'Italia Vittorio Emanuele III visitò il monumento in visita ufficiale.
Nel 1941 durante il periodo della seconda guerra mondiale a causa dei bombardamenti, i reperti del museo archeologico vennero caricati a dorso di mulo e nascosti presso i tunnel del castello.
Il 30 settembre 2016 è stato inaugurato, dopo una lunga chiusura in seguito al terremoto del 1990, l'antiquarium in cui sono esposti alcuni reperti del sito come: una spada, un elmo e delle palle di catapulta litiche. Inoltre vi è anche un supporto multimediale gratuito che spiega la funzione e la storia del castello sulla piattaforma Izi.Travel.

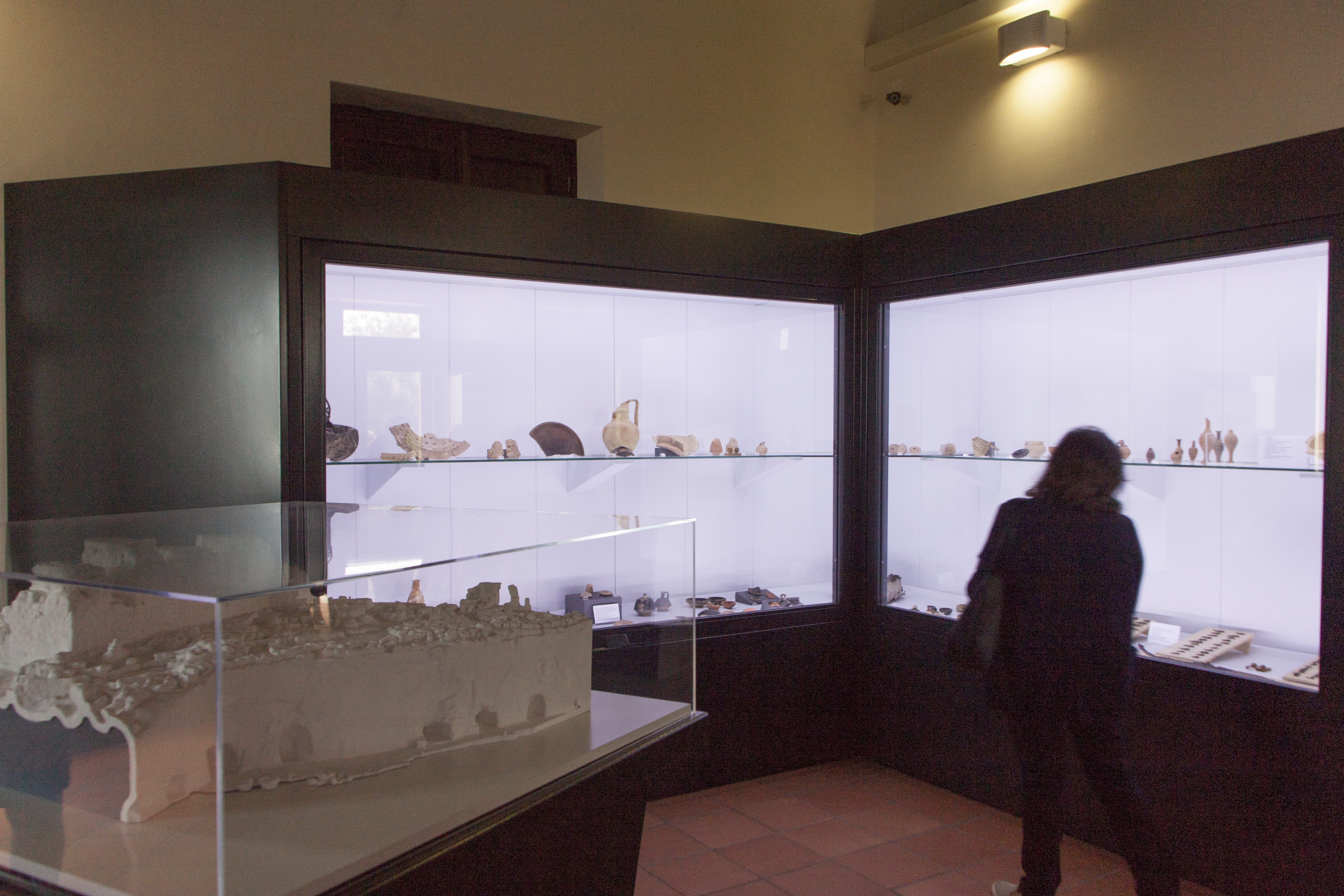
I locali espositivi
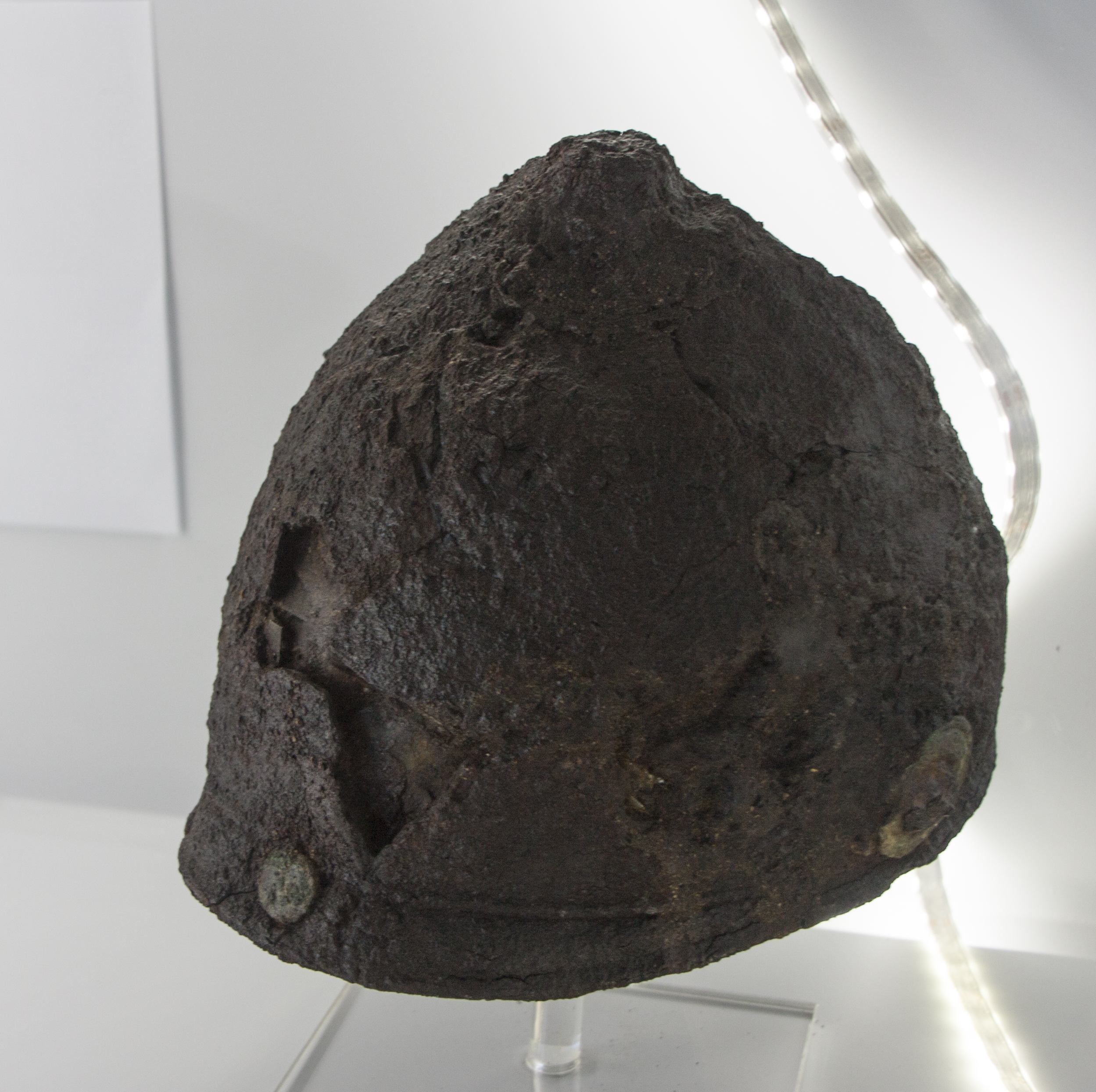
Elmetto
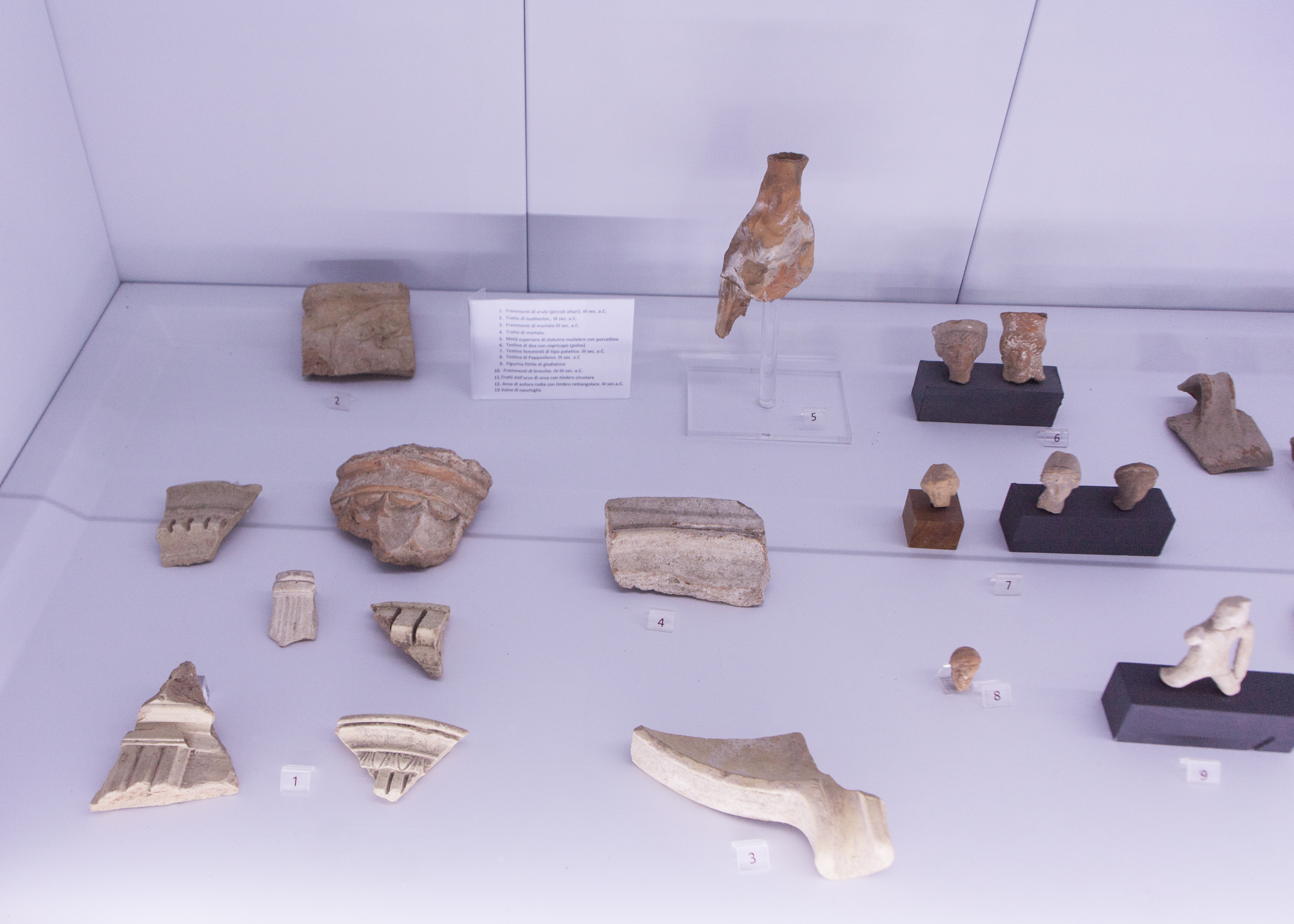
Reperti
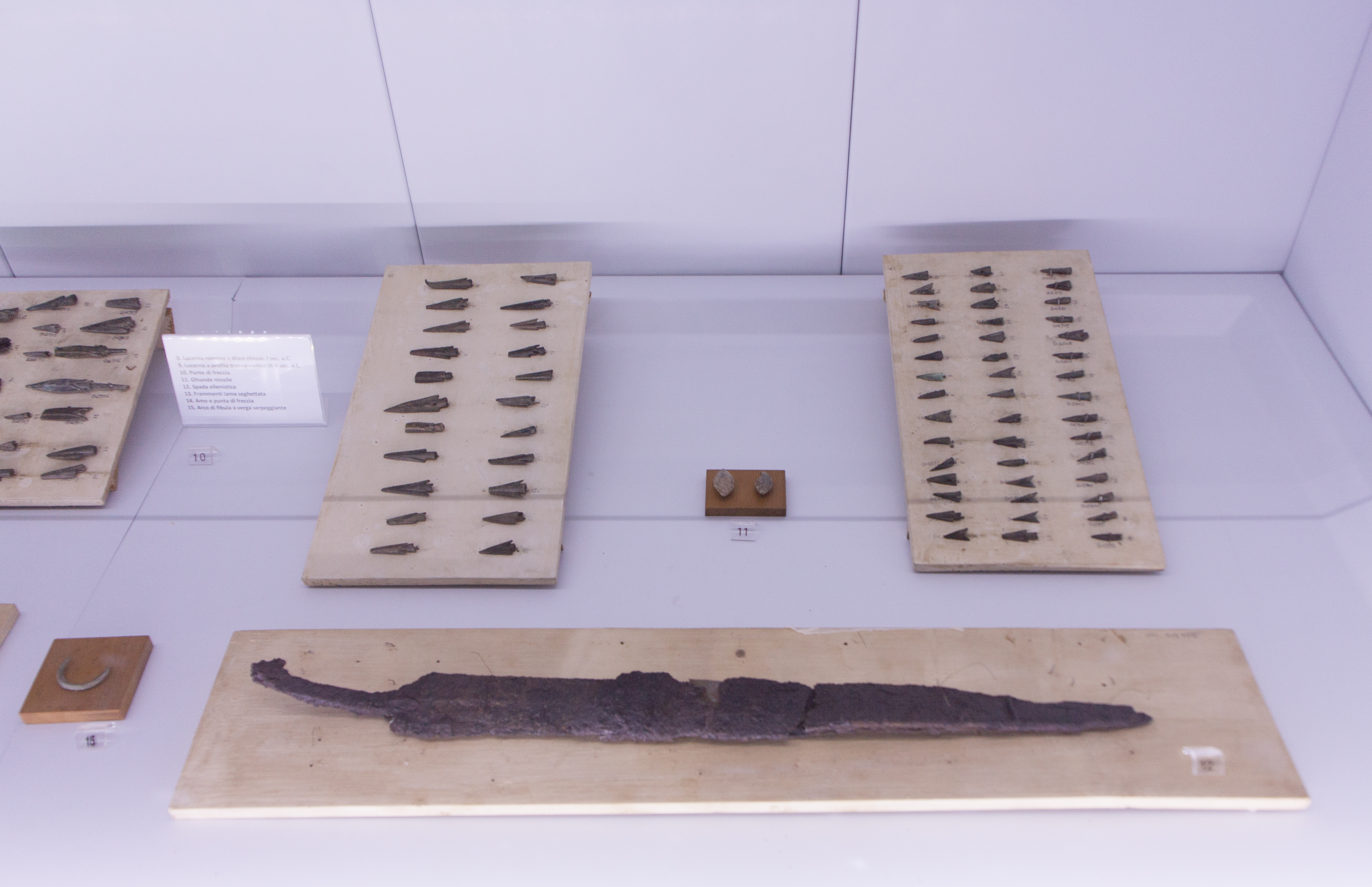
Spada con punte di lancia

## Il castello

### I fossati
L'entrata del castello è protetta da tre fossati più uno laterale. Il primo più piccolo è lungo 6 m e profondo 4 m (vedi A nella mappa sottostante), mentre il secondo a 86 m dal primo, è lungo circa 50 m (B) a difesa di un'opera avanzata alle spalle della quale si trova il terzo fossato largo 17 m e profondo 9 m (D) che collega il sistema difensivo con dei sotterranei. Nella parte sud del terzo fossato (D) c'era un ponte levatoio che consentiva il superamento del fossato tra i due gruppi di fortificazioni (C e E), esso era anche raggiungibile attraverso una scalinata interna che dal fossato (D) permette l'accesso a (C). Infine sul versante sud era presente un quarto fossato (H) che difendeva il punto meno ripido della parete laterale del pendio dell'Epipoli. Questo fossato è collegato al terzo tramite accessi sotterranei.

### Le fortificazioni
Tra le recinzioni, è possibile riscontrare il mastio centrale che ha forma trapezoidale (G nella mappa erroneamente riporta "C"). Oltre al fossato D a chiusura del mastio che in epoca greca era aperto è sormontato da cinque torri quadrate (pentapylon), alte probabilmente 15 metri e coronate da merlature e grondaie a testa leonina oggi esposte presso il Museo Paolo Orsi di Siracusa risalenti al IV sec a.C. Le torri vennero probabilmente usate come piattaforma per le catapulte. Nei pressi del mastio vi sono tre grandi cisterne per l'approvvigionamento di acqua in caso di assedio.

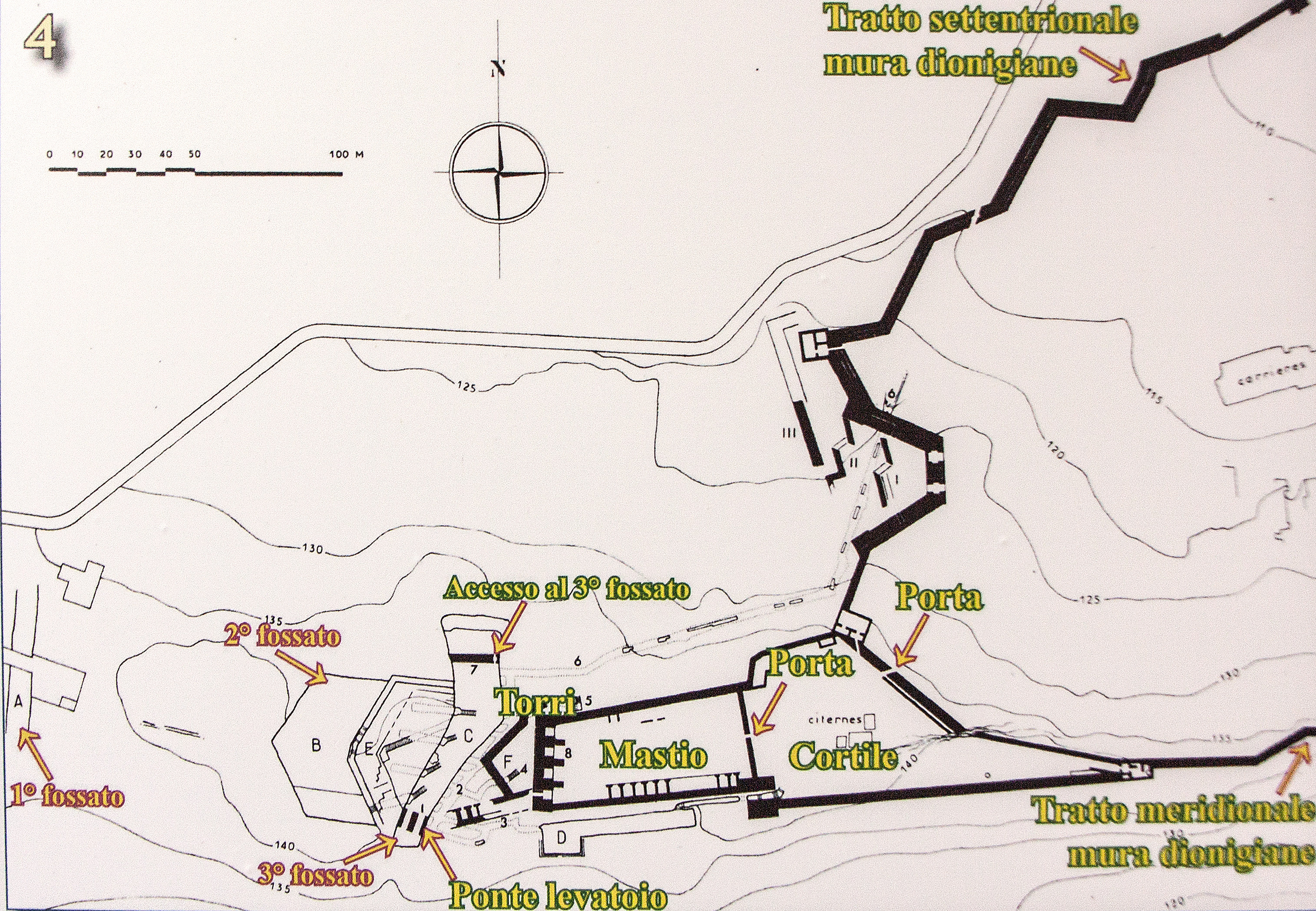
Schema del Castello

Al di là del mastio vi è un grande recinto dove era presente la porta d'ingresso al castello (detta Tryplon perché formata da tre porte) sul versante di levante aperta su un muro spesso circa 5 m che si collega all'intera cinta delle mura dionigiane sul versante di levante. Essa era difesa da più torri e un sistema di ingresso a due fornici. Il versante di ponente era collegato al castello in un punto alto dell'altipiano, in corrispondenza di una cisternetta e una torre di avvistamento da cui si distaccano le mura sino al porto grande.

### Strategia costruttiva

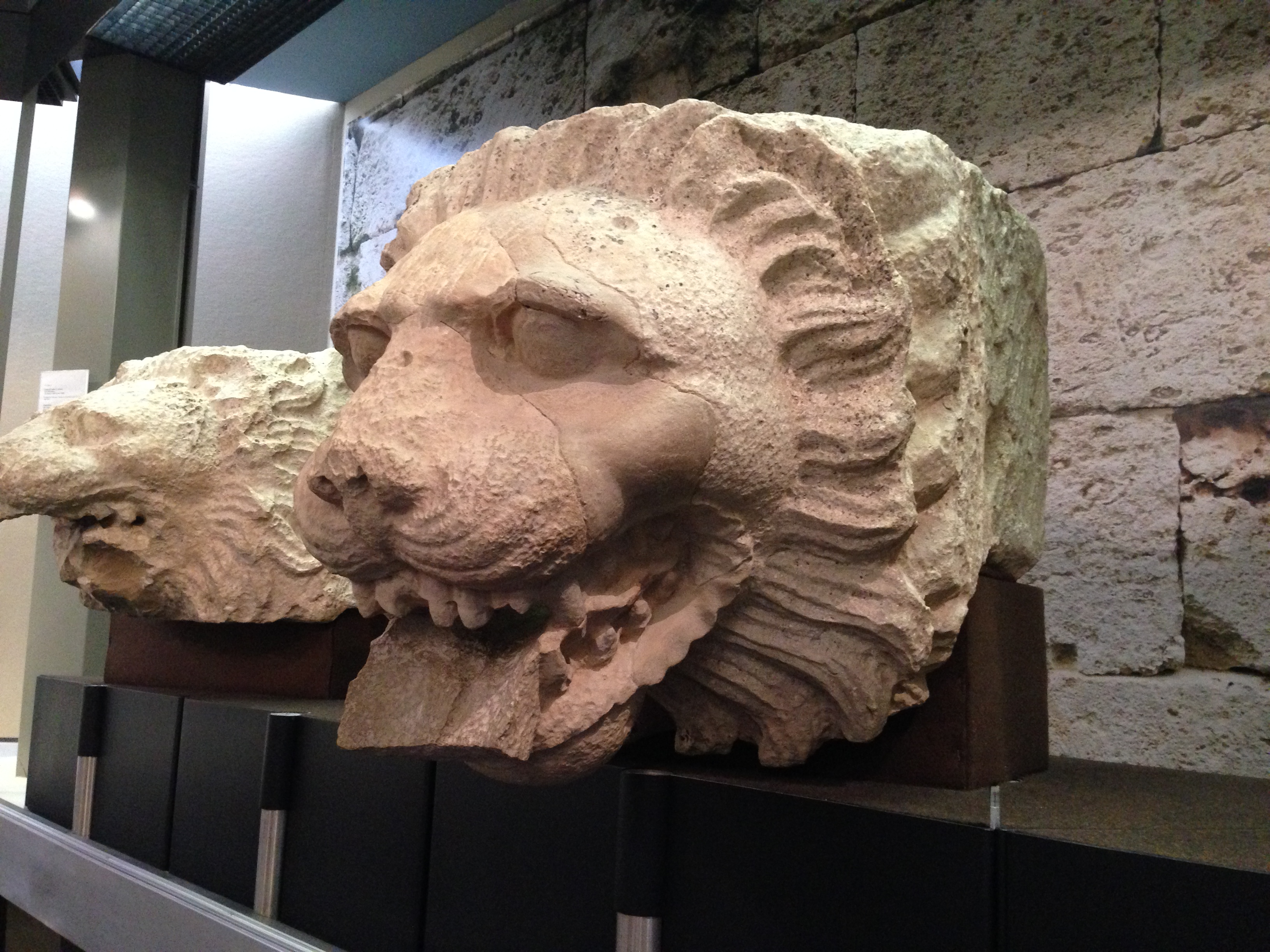
Gocciolatoio a testa leonina del mastio centrale

Tutta la costruzione presenta diversi elementi strategici parecchio ingegnosi e servivano per cogliere di sorpresa gli eventuali assalitori. L'intricato susseguirsi di gallerie interne dava la possibilità di spostare le truppe da un punto all'altro della fortezza senza essere visti all'esterno. Inoltre vi sono molti punti in cui è possibile nascondere le truppe per sortite a sorpresa come le molteplici gallerie cieche nel fossato D.
I fossati sul lato nord del castello risultano essere visibili solo quando si è prossimi ad essi, ciò avrebbe determinato, in caso di attacchi rapidi del nemico, il rischio di molti soldati di precipitare dall'alto ed essere annientati dalle sentinelle.
La porta Trypilon o "porta a tenaglia", era costruita in modo tale da limitare gli attacchi frontali anche per la presenza di due muri divisori che limitavano la visione diretta della porta, nonché le cariche degli arieti. Le torri laterali e le fortificazioni, inoltre limitavano gli effetti di un attacco. La porta inoltre è collegata da una galleria che permette lo spostamento di uomini dal fossato D e H. 

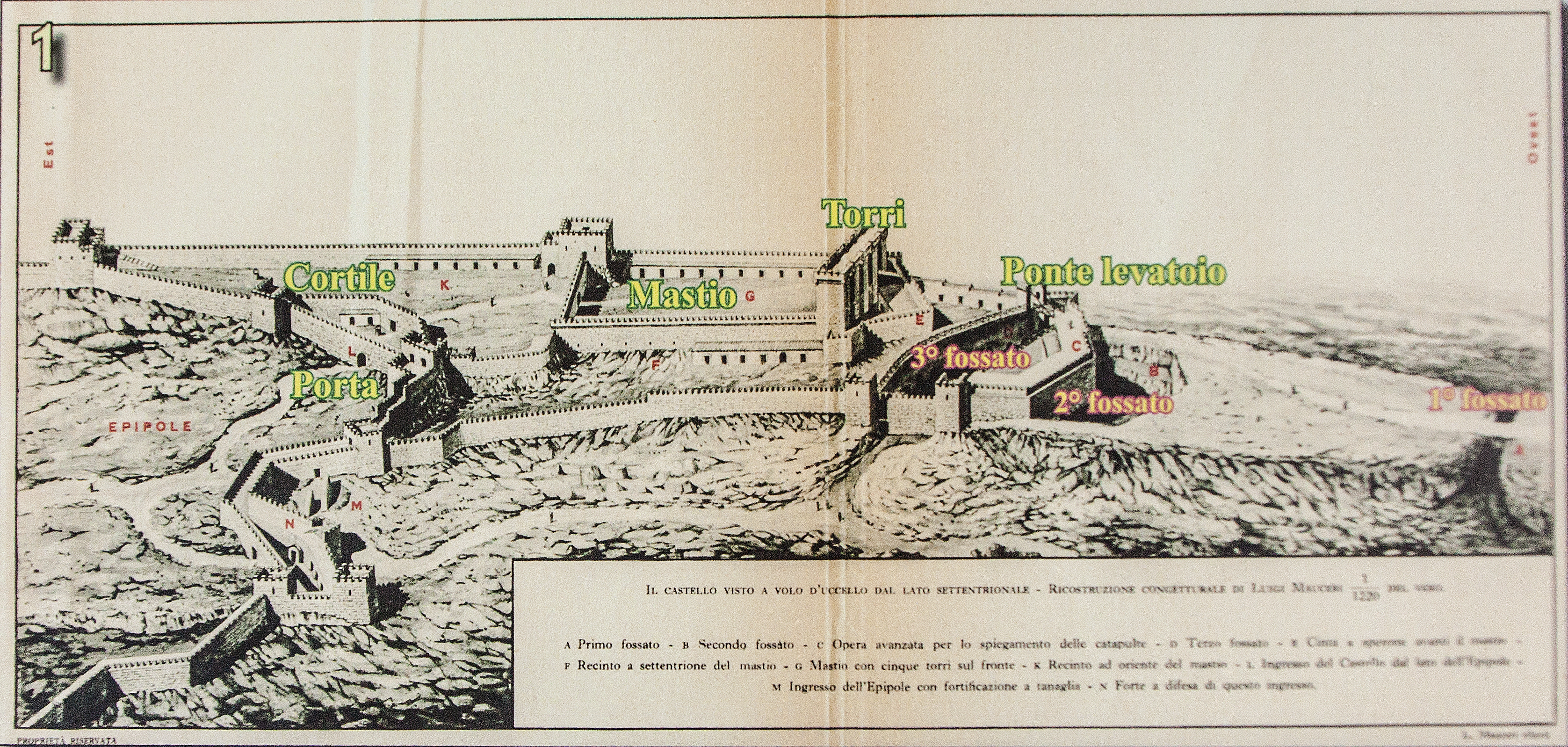
Ricostruzione del castello secondo Luigi Mauceri

All'interno del complesso difensivo si dispongono anche i vari ambienti di servizio per i soldati e la fanteria, come le cucine, gli alloggi, i magazzini, le cisterne ecc.
(Generale Enrico Rocchi)

## Galleria d'immagini

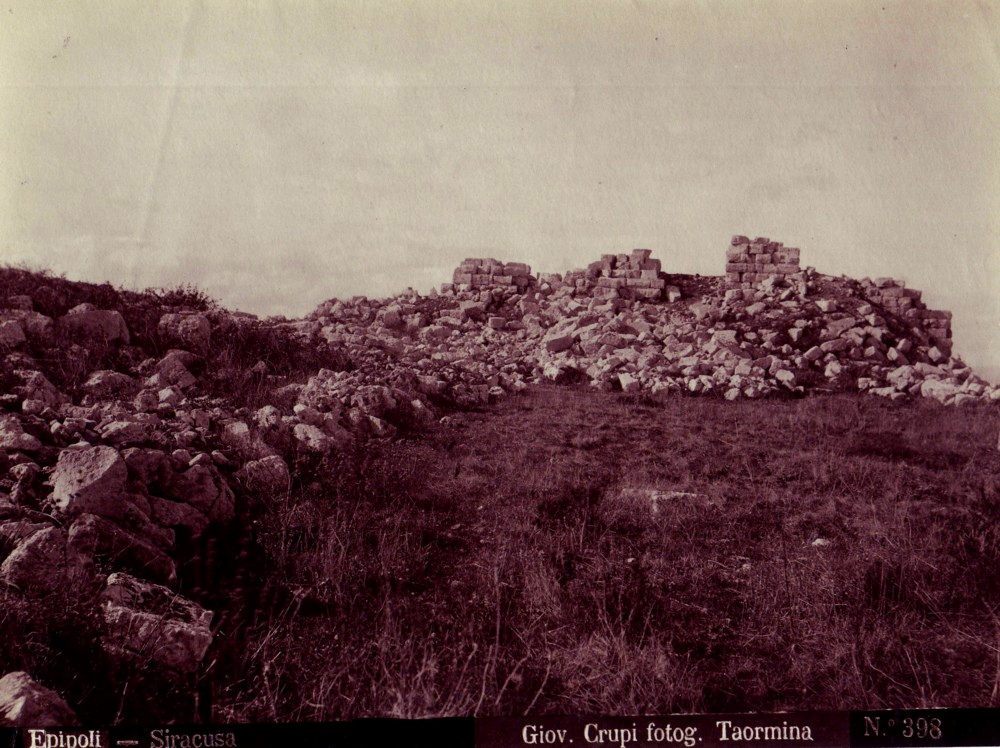
Il Pentapylon in una foto di Giovanni Crupi.
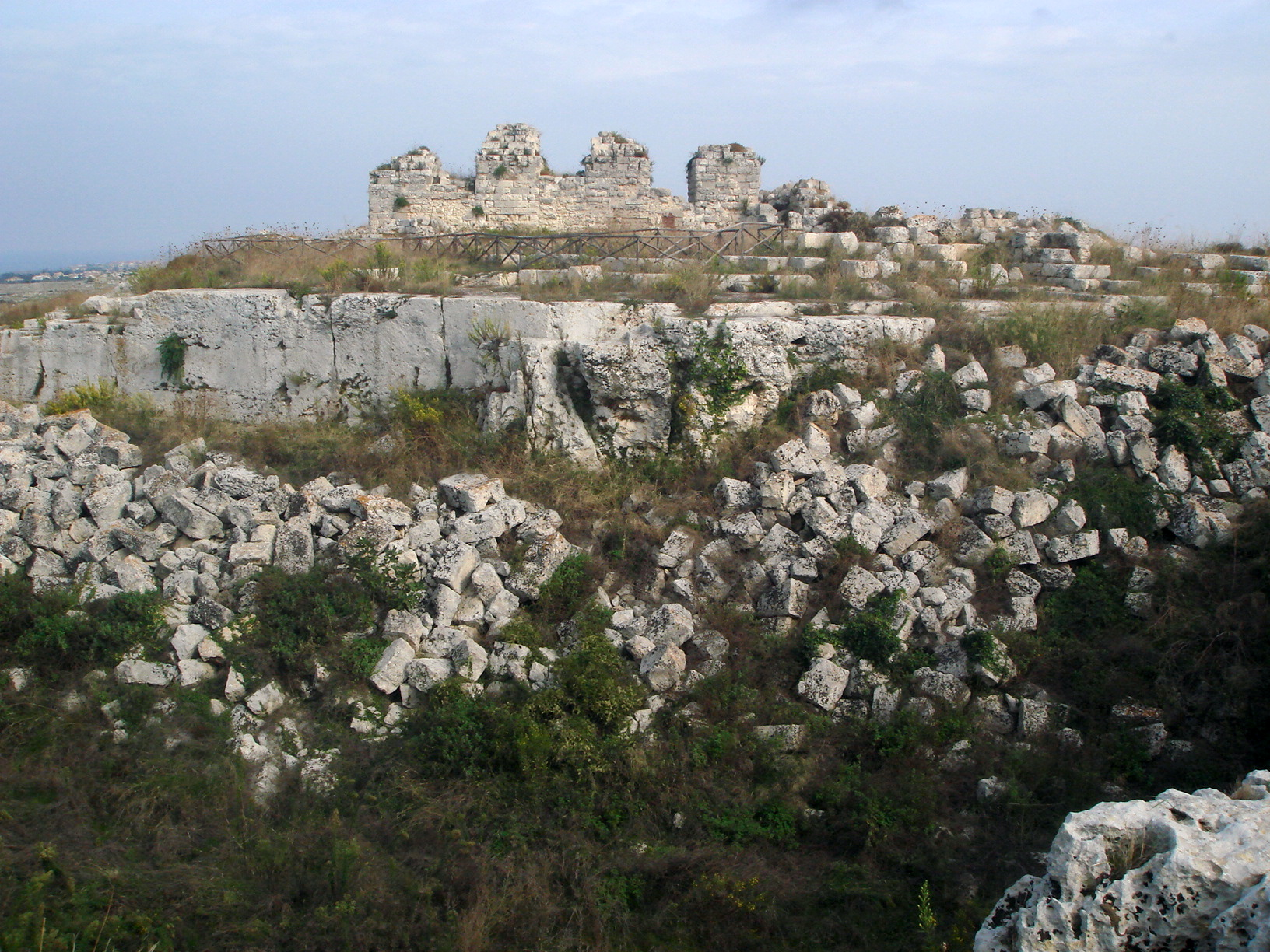
Il Pentapylon oggi.
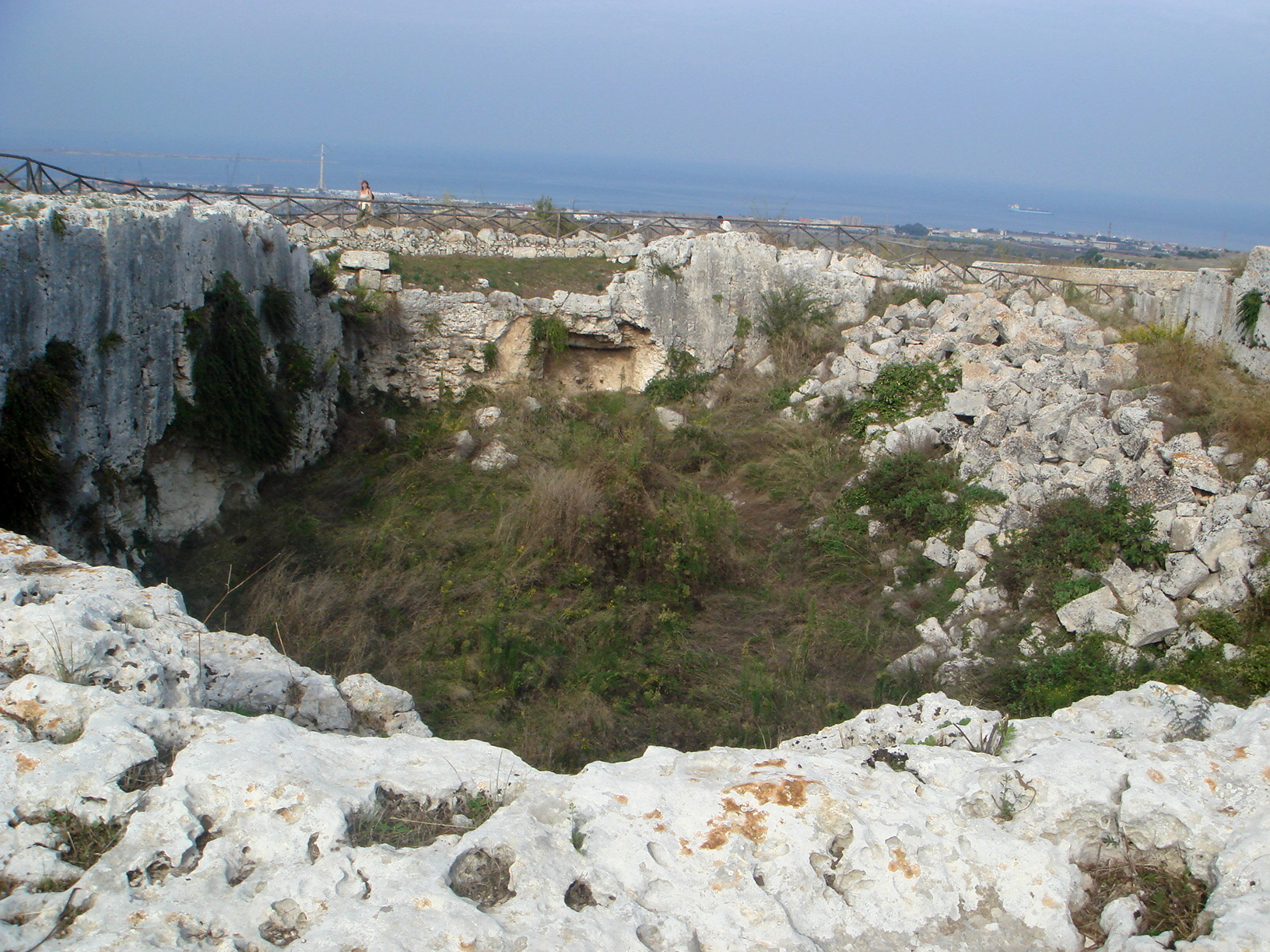
I resti dell'imponente secondo fossato.
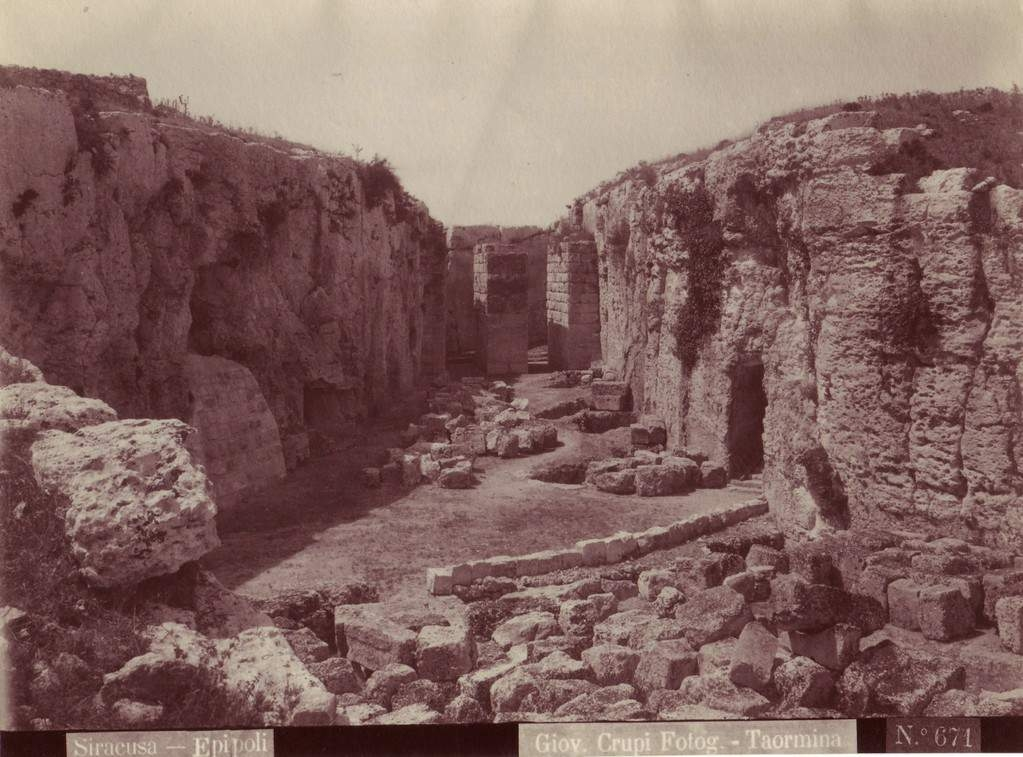
Il terzo fossato in una foto di Giovanni Crupi.